# Селиваново (Бокситогорский район)
Селиваново — деревня в Самойловском сельском поселении Бокситогорского района Ленинградской области.

## История
СЕЛИВАНОВО — деревня с усадьбой Селивановского общества, прихода погоста Лучна. 

Крестьянских дворов — 9. Строений — 29, в том числе жилых — 12.  

Число жителей деревни по семейным спискам 1879 г.: 30 м. п., 31 ж. п.; по приходским сведениям 1879 г.: 28 м. п., 30 ж. п.

В усадьбе: Строений — 5, в том числе жилых — 1. Жителей по приходским сведениям 1879 г.: 2 ж. п.

В конце XIX — начале XX века деревня административно относилась к Обринской волости 5-го земского участка 3-го стана Тихвинского уезда Новгородской губернии.
В начале XX века близ деревни находился жальник, «на нём каменные кресты».

СЕЛИВАНОВО — деревня Селивановского общества, число дворов — 15, число домов — 32, число жителей: 42 м. п., 45 ж. п.; Занятия жителей: земледелие. Колодец. Земская школа.
 
СЕЛИВАНОВО — усадьба А. П. Мельниковой, число дворов — 1, число домов — 1, число жителей: 2 ж. п.; Смежна с дер. Селиваново. (1910 год)

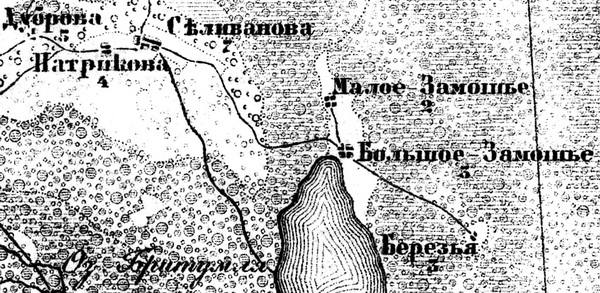
Деревня Селиваново на карте 1917 года

Согласно карте Новгородской губернии 1917 года, деревня называлась Селиванова и состояла из 7 крестьянских дворов.
С 1917 по 1918 год деревня входила в состав Обринской волости Тихвинского уезда Новгородской губернии.
С 1918 года, в составе Череповецкой губернии.
С 1924 года, в составе Пикалёвской волости.
С 1927 года, в составе Самойловского сельсовета Пикалёвского района.
С 1932 года, в составе Ефимовского района.
По данным 1933 года деревня Селиваново входила в состав Самойловского сельсовета Ефимовского района.
С 1952 года, в составе Бокситогорского района.
С 1954 года, в составе Анисимовского сельсовета.
С 1963 года, вновь в составе Ефимовского района.
С 1965 года вновь в составе Бокситогорского района. В 1965 году население деревни составляло 128 человек.
По данным 1966, 1973 и 1990 годов деревня Селиваново также входила в состав Самойловского сельсовета.
В 1997 году в деревне Селиваново Самойловской волости проживали 22 человека, в 2002 году — 19 (все русские).
В 2007 году в деревне Селиваново Самойловского СП проживали 17 человек, в 2010 году — 23.

## География
Деревня расположена в западной части района на автодороге 41К-296 (подъезд к дер. Селиваново и Замошье).
Расстояние до административного центра поселения — 6 км.
Расстояние до ближайшей железнодорожной платформы Обринский на линии Волховстрой I — Вологда — 5 км.

## Демография
| 1997 | 2002 | 2007 | 2010 | 2017 |
| ---- | ---- | ---- | ---- | ---- |
| 22   | ↘19  | ↘17  | ↗23  | ↘15  |